# Agropastoralismus

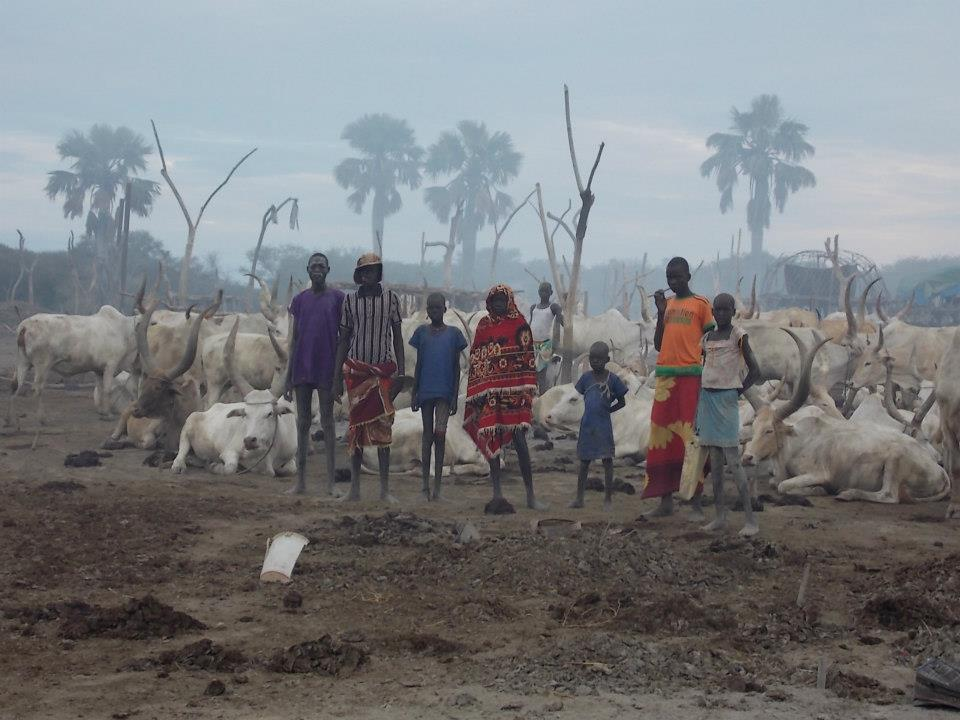
Agropastoralisten mit ihren Rindern im Süd-Sudan

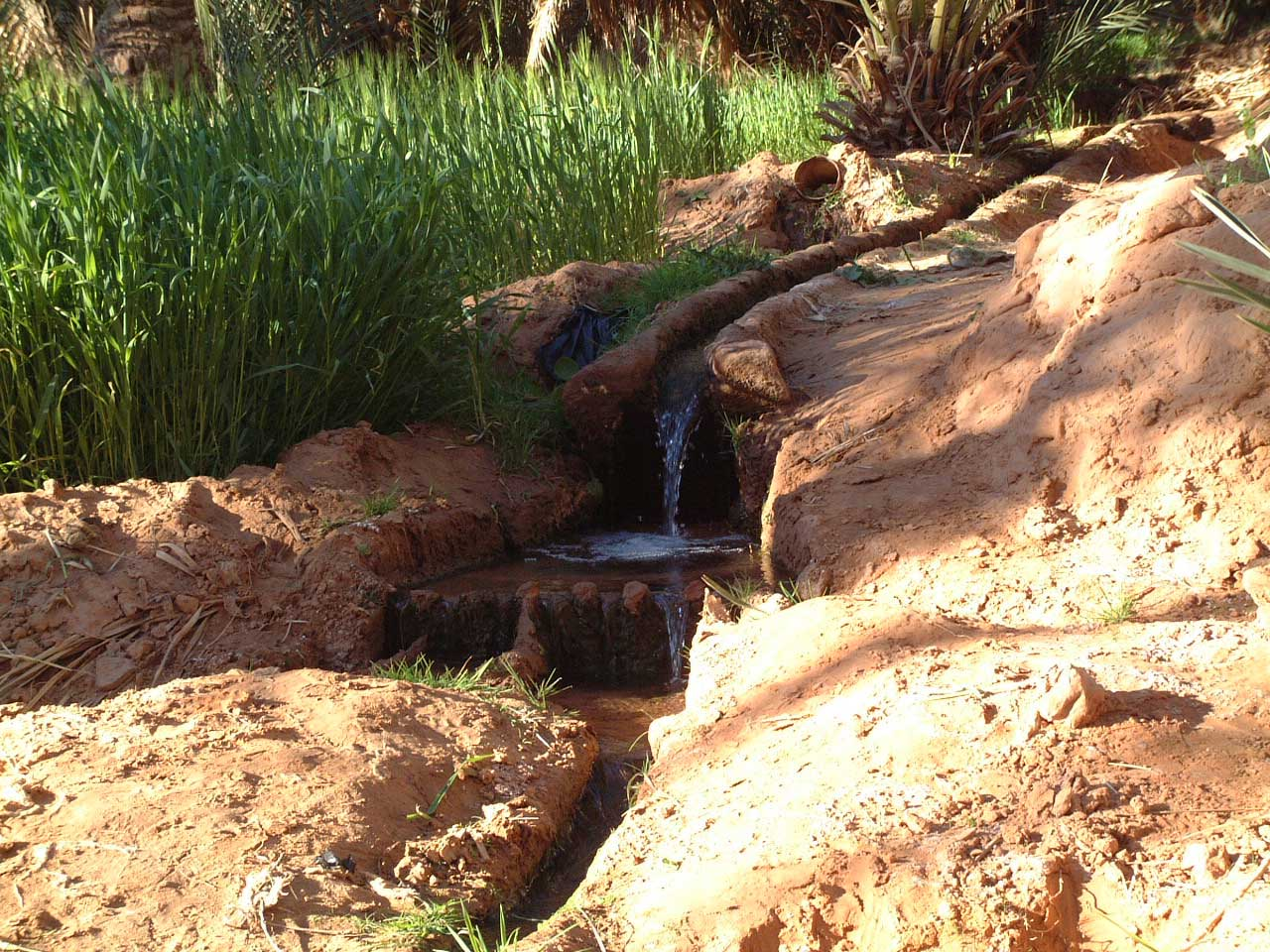
Austritt eines Qanat- oder Foggara-Bewässerungssystems

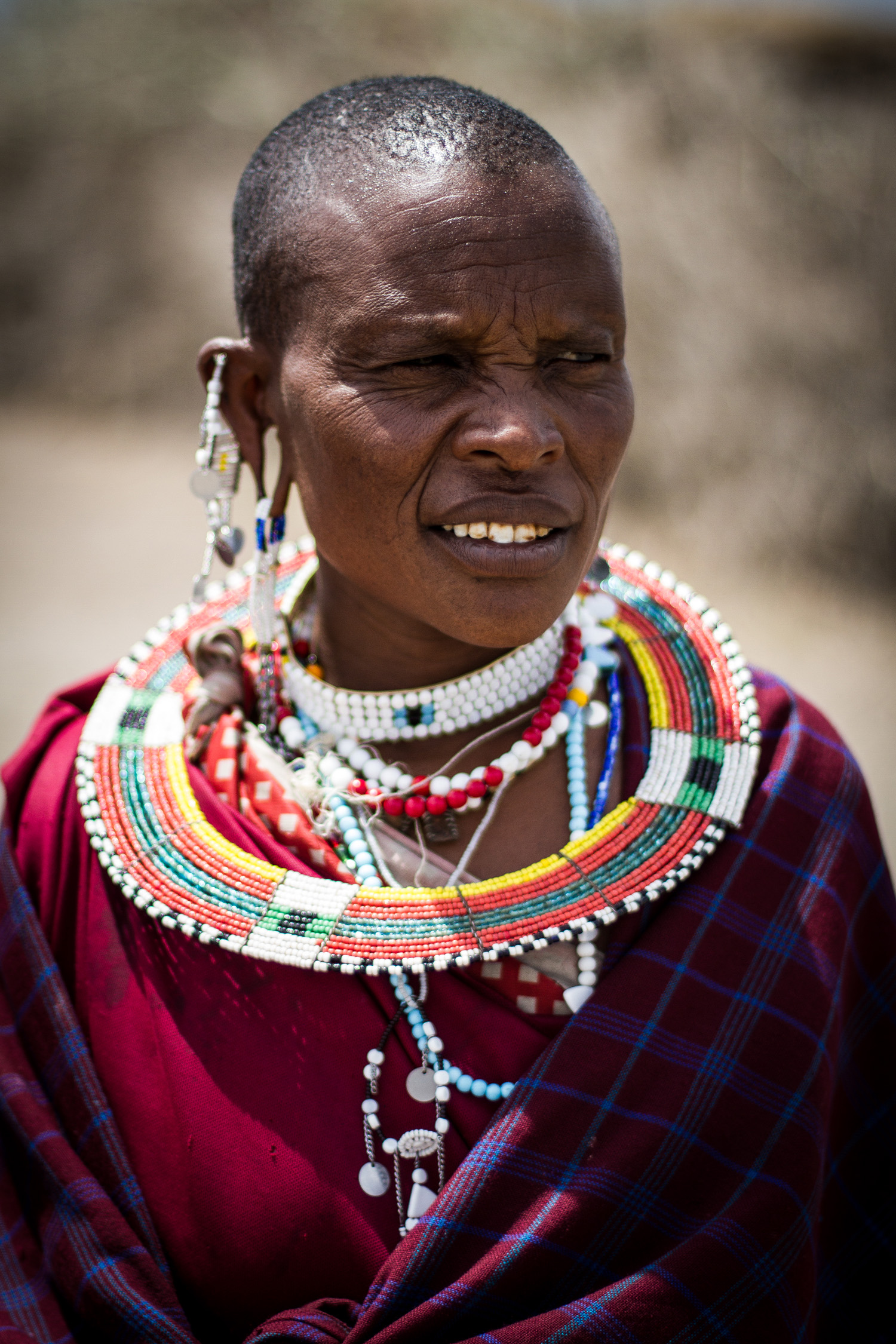
Die ostafrikanischen Massai sind seit Jahrhunderten Viehzüchter und Feldbauern

Agropastoralismus (aus lat. ager = Acker und pastor = Hirte, Hüter) bezeichnet subsistenzorientierte, traditionelle Wirtschaftsformen, bei denen Feldbau und Pastoralismus (Viehhaltung auf Naturweiden) miteinander kombiniert werden und beide Teilbereiche einen wichtigen Beitrag zum Lebensunterhalt leisten.
Die Lebensweise agropastoraler Gruppen ist je nach den Gegebenheiten sesshaft, halbsesshaft oder halbnomadisch. Findet der Weidewechsel zwischen Ebene und Gebirge statt, spricht man in Bezug auf die Viehhaltung von „Transhumanz“ (Wanderweidewirtschaft). Der Getreideanbau erfordert in jedem Fall einen festen Wohnsitz (zumindest für einige Jahre), während die Viehhaltung in manchen Jahren oder in Trockenräumen einen Wechsel des Weidelandes verlangt. Agropastoralisten nutzen daher feste Wohnsitze und zum Teil verschiedene mobile Behausungen.
Mit Abstand am häufigsten ist Agropastoralismus in tropischen Offenlandschaften mit mehr als 400 mm bis über 600 mm Jahresniederschlag, in denen eine weitgehend stationäre Beweidung möglich ist. In subtropischen und trocken-mediterranen Gebirgsregionen mit Niederschlägen zwischen über 300 bis maximal 400 mm ist ein transhumanter Weidewechsel erforderlich. In noch niederschlagsärmeren Gebieten – die sehr weite Viehwanderungen notwendig machen – ist  eine agropastorale Subsistenzstrategie nur dann möglich, wenn der Feldbau in einer Oase oder mit Hilfe dauerhafter Bewässerung stattfinden kann. Insgesamt leben zwischen 160 und 460 Mio. Menschen von überlieferten Formen sesshafter oder halbsesshafter Tier- und Pflanzenproduktion. Da diese Wirtschaftsweisen je nach Erhebung mal dem Bodenbau und mal dem Pastoralismus zugerechnet werden, ist eine genauere Zahl nicht ermittelbar.
Reiner Pastoralismus setzt eine Produktion voraus, die den Eigenbedarf übersteigt, um Pflanzenprodukte dafür eintauschen oder kaufen zu können. Agropastoralisten können hingegen Selbstversorger sein und haben daher meist kleinere Herden. In der Regel bieten sie nicht mehr als 10 % ihrer Produkte auf lokalen Märkten an.
Während der europäische Agropastoralismus im Zuge der Gemeinheitsteilung während des 19. Jahrhunderts stark abgenommen hat, ist er in Asien und insbesondere in Afrika weit verbreitet und gilt in vielen Gegenden als ökologisch nachhaltige Art der Landnutzung.

## Agropastorale Lebensweisen in Afrika
In vielen ariden Gebieten Afrikas (trockene Savannenlandschaften, sowie Einzugsbereiche großer Flüsse) ist der Agropastoralismus heute weit verbreitet. Siebzig Prozent Kenias und jeweils die Hälfte von Tansania, Uganda, Äthiopien und des Sudans zählen dazu. Ausgehend vom historischen  „Cattle Complex“ Ostafrikas, in dem sich die typisch afrikanischen Formen entwickelt haben, sind seit der Mitte des 20. Jahrhunderts viele Hirtennomaden auch in der Sahelzone zu einer halbnomadisch/halbsesshaften Lebensweise übergegangen.
In Ostafrika kombinieren heute noch folgende Ethnien ihre Viehzucht mit der Bewirtschaftung des Trockenlandes: Somali, Afar, Beja, Rendille und Gabbra (die als spezialisierte Kamelzüchter gelten), die Rinder und Kleinvieh haltenden Turkana, Pokot, Massai und Samburu, die Nuer, Dinka und Toposa im Sudan; in Äthiopien die Dasenech, Mursi, und Omoro; die ugandischen Karimojong, Jie und Teso und in Tansania die Parakuyu und Tatoga.
Gerste, Weizen und Hirse als Wintergetreide sind die wichtigsten Anbaufrüchte im Agropastoralismus. Wie im Schwendbau der Landwechselwirtschaft üblich, erfolgt nach der Einsaat bis zur Ernte keine weitere Feldpflege oder Düngung. In Trockenregionen erfolgt allerdings häufig eine Bewässerung mittels eines traditionellen Qanat-Systems, bei dem Wasser aus höhergelegenen Grundwasser-Reservoires angezapft wird. Überdies werden häufig Dattelpalmen kultiviert, da sie keine Bewässerung benötigen und ernährungsphysiologisch hochwertige Erträge abwerfen. Wenn das Klima es zulässt, wird Gartenbau mit Tomaten, Paprika, Zwiebeln und Kartoffeln betrieben. Um sich vor Missernten durch Dürren, Schädlinge oder Starkregen zu schützen und um die Bodenfruchtbarkeit zu erhalten, werden lange Brachezeiten eingehalten und die Anbauzeiten und -sorten häufig variiert.
Nach der Ernte werden die für den Menschen unbrauchbaren Ernteprodukte an das Vieh verfüttert. Ist dieses Futter verbraucht, wandern   Hirten mit den Tieren vom Dorf in die Savanne und zurück. Längere Weidewanderungen über mehrere Wochen kommen nur bei den Agropastoralisten der trockenen Subtropen vor. Während für die mobilen Tierhalter der Halbwüsten und Steppen der Zustand der Weiden maßgeblich für das „Wanderverhalten“ ist, bestimmt es bei den Agropastoralisten vorrangig die Bedingungen für die Landwirtschaft. Wenn die Felder nicht mehr genug abwerfen, zieht das ganze Dorf um.